# Алехандро Давидович Фокіна
Алехандро Давидович Фокіна  — іспанський тенісист, вімблдонський чемпіон серед юнаків.

## Особисте життя
Давидович Фокіна народився і виріс у Ла-Кала-дель-Мораль, Рінкон-де-ла-Вікторія, приблизно 10 км від Малаги, в родині російськиї батьків Едуарда Давидовича та Тетяни Фокіної. Його батько, колишній боксер, має подвійне шведсько-російське громадянство. Тенісист має брата на ймення Марк.

## Фінали турнірів ATP

### Одиночний розряд: 4 (4 поразки)
| Легенда                      |
| ---------------------------- |
| Турніри Великого шлему (0–0) |
| Тур ATP Мастерс 1000 (0–1)   |
| Тур ATP 500 (0–2)            |
| Тур ATP 250 (0–1)            |

| Фінали за покриттям |
| ------------------- |
| Тверде (0–3)        |
| Ґрунт (0–1)         |
| Трава (0–0)         |

| Фінали за умовами |
| ----------------- |
| Під небом (0–4)   |
| В залі (0–0)      |

| Результат | В-П | Дата     | Турнір                           | Tier         | Покриття | Опонент           | Рахунок            |
| --------- | --- | -------- | -------------------------------- | ------------ | -------- | ----------------- | ------------------ |
| Поразка   | 0–1 | Кві 2022 | Мастерс Монте-Карло, Монако      | Masters 1000 | Ґрунт    | Стефанос Ціціпас  | 3–6, 6–7(3–7)      |
| Поразка   | 0–2 | Лют 2025 | Delray Beach Open, США           | ATP 250      | Тверде   | Міомір Кецмановіч | 6–3, 1–6, 5–7      |
| Поразка   | 0–3 | Лют 2025 | Abierto Mexicano TELCEL, Мексика | ATP 500      | Тверде   | Томаш Махач       | 6-7(6-8), 2-6      |
| Поразка   | 0–4 | Лип 2025 | Washington Open, США             | ATP 500      | Тверде   | Алекс де Мінор    | 5–7, 6–1, 7–6(7–3) |

### Парний розряд: 1 титул
| Результат | В–П | Дата     | Турнір           | Категорія  | Поверхня | Партнер                 | Супротивники                  | Рахунок       |
| --------- | --- | -------- | ---------------- | ---------- | -------- | ----------------------- | ----------------------------- | ------------- |
| Перемога  | 1–0 | Лют 2020 | Chile Open, Чилі | 250 Series | Ґрунт    | Роберто Карбаллес Баена | Марсело Аревало Джонні О'Мара | 7–6(7–3), 6–1 |

## Юнацькі фінали турнірів Великого шолома

### Одиночний розряд: 1 титул
| Результат | Рік  | Турнір    | Поверхня | Супротивник   | Рахунок       |
| --------- | ---- | --------- | -------- | ------------- | ------------- |
| Перемога  | 2017 | Wimbledon | Трава    | Аксель Хеллер | 7–6(7–2), 6–3 |